# Холоцен
Холоценска епоха је геолошки период који се протеже од пре 10.000 радиокарбонских година, односно отприлике пре 11.430 ± 130 календарских година (између 9560. и 9300. п. н. е.) до данас. Означен је као МИС 1, односно интерглацијал. Следећи глацијал тек треба да се догоди. Холоцен и претходни плеистоцен заједно чине квартарни период. Холоцен је идентификован са тренутним топлим периодом, познатим као MIS 1. Неки сматрају да је то интерглацијални период унутар епохе плеистоцена, који се назива фландријски интерглацијал.
Холоценска ера се односи на предложену реформу календара односно Холоценски календар. Све људске цивилизације су настале у холоцену. Прецизније датирање се има захвалити Блит — Сернандеровој класификацији климатских периода захваљујући траговима полена у мочварној маховини. Та се схема користи за север Европе, али су се климатске промене догађале и у другим деловима света. Периоди на основу те схеме укључују неколико коначних осцилација ледника, а након тога и класификују климу блиске праисторије.
Почетак холоцена је означио хладни период млађег Тријаса, завршни дио плеистоценске епохе. Крај млађег Тријаса се датира на пре 11.600 календарских година (9600. п. н. е.). Међутим, докази о млађем Тријасу нису тако јасни у областима изван северне хемисфере.
Холоцен је почео касно с повлачењем плеистоценских ледника. Холоцен је четврта и завршна епоха неогенског периода (друга епохе неслужбене квартарске под-ере). Назив му долази од грчких речи ὄλος (потпун(о)) и καινός (ново). Такође је назван и „Алувијска епоха“. Палеонтолози нису дефинисали фауналне стадијуме за холоцен. Уколико су потребне под-поделе, користе се периоди људског технолошког развоја као палеолит, мезолит и неолит.

## Подела
Холоцен је епоха квартара и према Међународној комисији за стратиографију (ICS) дели се на три века.
| Периода | Епоха      | Век                         | Почетак (Ma) | Крај (Ma) |
| ------- | ---------- | --------------------------- | ------------ | --------- |
| Квартар | Холоцен    | Мегалајан                   | 0,0042       | 0         |
| Квартар | Холоцен    | Нортгрипиј                  | 0,008276     | 0,0042    |
| Квартар | Холоцен    | Гренландиј                  | 0,0117       | 0,008276  |
| Квартар | Плеистоцен | Горњи плеистоцен            | 0,129        | 0,0117    |
| Квартар | Плеистоцен | Чибаниј (средњи плеистоцен) | 0,774        | 0,129     |
| Квартар | Плеистоцен | Калабриј                    | 1,8          | 0,774     |
| Квартар | Плеистоцен | Желасиј                     | 2,58         | 1,8       |

## Геологија
Покрети континената су били безначајни у распону од само 10.000 година — износили су мање од километра. Међутим, ниво мора је растао за ко 35 метара на почетку холоцена захваљујући топљењу леда. Уз то су многе области изнад 40. степена географске ширине били лишени притиска ледене масе те су нарасли преко 180 метара.
Пораст нивоа мора и привремена депресија копна је дозволила повремене продоре мора у области које су данас далеко од мора. Холоценски морски фосили се могу наћи на местима као што су Вермонт, Квебек, Онтарио и Мичиген. Осим у областима везаним уз повремене продоре мора, холоценски фосили се углавном налазе на дну језера, равницама и пећинским наслагама. Холоценски талози дуж нижих географских ширина су ретки због пораста нивоа мора.
Осим повремених продора мора, пост-глацијални поврат у скандинавској регији је резултирао стварањем Балтичког мора. Та регија наставља да расте, још увек изазивајући благе потресе дуж северне Европе.

## Клима
Иако су географски помаци у холоцену били безначајни, промене климе су биле знатне. Подаци из ледене језгре показују да је и раније било глобалних затопљења и захлађења, али су промене климе добиле регионални карактер на почетку млађег Тријаса. Међутим, Huelmo/Mascardi повратак хладноће у јужној хемисфери је започео пре Млађег Тријаса и већина топлоте је струјала с југа на север од пре 11.000 до пре 7.000 година. Изгледа да постоји образац у односу севера и југа, тако да су јужне географске ширине показивале максимум загревања неколико миленијума пре северне хемисфере
Холоценски климатски оптимум је био период загревања у коме је глобална клима била 0,5-2 °C топлија него данас. Међутим, то загревање није било једнозначно широм света. Почело је отприлике пре 9.000, а завршило пре 5.000 година, у доба када су цветале прве људске цивилизације у Азији. Овај период топлоте завршио је с хладнијим периодом и мањом глацијацијом, која је била трајала до око 2.000 година. У то време клима није била битно другачија од данашње, али је ипак забележен краћи топлији период од 10. до 14. века познатији као Средњовековни топли период. Мало ледено доба, које је започело у 13. и 14. веку, а завршило средином 19. века, био је још један период захлађења, иако не тако оштар као ранији периоди захлађења у холоцену.
Холоценско загревање је у ствари само још један интерглацијални период и не представља коначни крај плеистоценске глацијације. Сматра се да ће се планета вратити у стање глацијације за неких 3.000 година. Међутим, ако се људском активношћу покренуто глобално загревање настави, могао би настати супер-интерглацијал, постати топлији, а можда и дужи интерглацијални периоди него сви они у плеистоцену. Супер-интерглацијал може постати топлији од Емијског интерглацијала, који је врхунац био досегао пре 125.000 година и био топлији од холоцена.
Насељиве зоне су се прошириле на север. Велике области на средњим географским ширинама попут Сахаре, које су у прошлости биле продуктивне, претвориле су се у пустиње. Епоха је започела с великим језерима у многим областима које су данас суве.
Биљке и животиње нису скоро уопште еволуирале током холоцена, али је зато било значајних промена у дистрибуцији биљака и животиња. Велики број крупних животиња попут мамута и мастодонта, сабљозубих мачака попут Смилодона и хомотерија и дивовског љењивца су нестали у касном плеистоцену и раном холоцену — посебно у Северној Америци где су животиње које су биле преживеле другде (укључујући коње и деве) такође изумрле.
Ово изумирање америчке мегафауне се често објашњава доласком предака данашњих америчких Индијанаца.
Кроз свет су екосистеми хладније климе, раније регионалне природе, остали изоловани на вишим географским ширинама у посебним еколошким „острвима“.

## Људски развој
Почетак холоцена кореспондира с почетком мезолитског доба у већем делу Европе, али у областима попут Блиског истока и Анадолије с високим степеном неолитизације, уместо неолита се користи израз епипалеолит. Културе тог доба укључују: Хамбуршку, Федермесерску и Натуфијску културу.
Обе прати керамички неолит (Предгрнчарски неолит А и Предгрнчарски неолит Б) и грнчарски неолит.